# Zihlschlacht-Sitterdorf
Zihlschlacht-Sitterdorf és un municipi del cantó de Turgòvia (Suïssa), situat al districte de Bischofszell.